# Sportåret 2001

## Händelser

### Allmänt
- 13 juli - IOK meddelar att olympiska sommarspelen 2008 skall avgöras i Peking, trots stor kritik mot Kina för brist på respekt för mänskliga rättigheter.[1]
- 26 oktober - IOK meddelar att olympiska vinterspelen 2002 som planeras skall avgöras i Salt Lake City, trots 11 september-attackerna.[2]
- 29 oktober - En rapport från RF om jämställdhet inom svensk idrott visar at kvinnorna utgör 44 % av de aktiva, men endast utgör 26 % av representationen för 67 av Sveriges förbund.[2]

### Amerikansk fotboll
- Baltimore Ravens besegrar New York Giants med 34 – 7  i Super Bowl XXXV. (Final för 2000.)

#### NFL:s slutspel
- I slutspelet deltar från och med 1990 12 lag. I slutspelets omgång I deltar tre Wild Cards tillsammans med den tredje-seedade divisionssegraren. Lag 3 möter lag 6 och lag 4 möter lag 5. Lagen som seedats etta och tvåa går direkt till omgång II.

##### NFC (National Football Conference)
- - Lagen seedades enligt följande
- 1 St. Louis Rams
- 2 Chicago Bears
- 3 Philadelphia Eagles
- 4 Green Bay Packers (Wild Card)
- 5 San Francisco 49ers (Wild Card)
- 6 Tampa Bay Buccaneers (Wild Card)

- - Omgång I (Wild Cards)
- Philadelphia Eagles besegrar Tampa Bay Buccaneers med 31 – 9
- Green Bay Packers besegrar San Francisco 49ers med 25 - 15

- - Omgång II
- Philadelphia Eagles besegrar Chicago Bears med 33 – 19
- St. Louis Rams besegrar Green Bay Packers med 45 - 17

- -     - Omgång III
- St. Louis Rams besegrar Philadelphia Eagles med 29 – 24   i NFC-finalen

##### AFC (American Football Conference)
- - Lagen seedades enligt följande
- 1 Pittsburgh Steelers
- 2 New England Patriots
- 3 Oakland Raiders
- 4 Miami Dolphins (Wild Card)
- 5 Baltimore Ravens (Wild Card)
- 6 New York Jets (Wild Card)

- - Omgång I (Wild Cards)
- Baltimore Ravens besegrar Miami Dolphins med 20 – 3
- Oakland Raiders besegrar New York Jets 38 – 24

- - Omgång II
- Pittsburgh Steelers besegrar Baltimore Ravens med 27 - 10
- New England Patriots besegrar Oakland Raiders med 16 – 13 (efter förlängning)

- -     - Omgång III
- New England Patriots besegrar Pittsburgh Steelers med 24 - 17  i AFC-finalen

### Bandy
- 17 mars - Västerstrands AIK blir svenska mästare för damer efter finalvinst över AIK med 4-2  på Studenternas IP i Uppsala.[3][4]
- 18 mars - Västerås SK blir svenska mästare för herrar efter finalvinst över Hammarby IF med 4-3  på Studenternas IP i Uppsala.[5][6]
- 1 april - Ryssland vinner världsmästerskapsfinalen mot Sverige med 6-1 i Uleåborg medan Finland vinner matchen om bronsmedaljerna mot Kazakstan med 3-2.[7]
- 28 oktober - Hammarby IF vinner World Cup i Ljusdal genom att i finalen besegra Sandvikens AIK med 2-1.[8]
- 25 november - HK Jenisej Krasnojarsk vinner Europacupen i Krasnojarsk genom att i finalen besegra Västerås SK med 3-2.[9]>
- Okänt datum – IOK ger bandysporten erkännande.[10]

### Baseboll
- 4 november - National League-mästarna Arizona Diamondbacks vinner World Series med 4-3 i matcher över American League-mästarna New York Yankees.[11]

### Basket
- 15 juni - Los Angeles Lakers vinner NBA-finalserien mot Philadelphia 76ers.[12]
- 9 september - FR Jugoslavien vinner herrarnas Europamästerskap genom att finalslå Turkiet med 78-69 i Istanbul.[13]
- 23 september - Frankrike vinner damernas Europamästerskap genom att finalslå Ryssland med 73-68 i Frankrike.[14]
- 12 oktober - 38-årige Michael Jordan spelar sin första match för Washington Wizards, och gör åtta poäng då han spelar 16.5 minuter.[2]
- 08 Stockholm Human Rights blir svenska mästare för herrar.
- 08 Stockholm Human Rights blir svenska mästare för damer.

### Bob
- 4 november - Ludmilla Enquist erkänner att hon dopat sig inför 2002 års olympiska tävlingar. Dagen därpå gör Svensk polis en husransakan i hennes hem på Lidingö, där datorer, kassaskåp och dokument beslagtas. Den 27 november skriver hon i ett öppet brev att hon känner sig förföljd av pressen, och den 3 december stängs hon av på två års tid av Svenska Bob- och Rodelförbundet.[2]

### Bordtennis
- Sverige segrar i lagtävlingen för herrar före Jugoslavien i världsmästerskapen.
- Jörgen Persson segrar i herrsingel efter att i finalen ha besegrat Jan-Ove Waldner,
- Peter Karlsson & Tomas von Scheele segrar i herrdubbel efter att i finalen ha besegrat Lin Lu & Tao Wang, Kina.

### Boxning
- 13 oktober - Mike Tyson, USA besegrar Brian Nielsen, Danmark inför 20 000 åskådare på Parken i Köpenhamn.[2]
- 16 november - Lennox Lewis, Storbritannien besegrar tungviktsvärldsmästaren Hasim Rahman, USA på KO i fjärde ronden.[2]

### Cricket
- 15 oktober - Afghanistans herrlandslag turnerar i Pakistan. Lagkaptenen Allah Dad Noori förklarar att man inte är terrorister, "utan vanligt folk som gillar sport".[2]

### Curling
- Sverige vinner VM för herrar före Schweiz med  Norge på tredje plats.
- Kanada vinner VM för damer före Sverige med Danmark på tredje plats.
- Göteborgs Curlinghall invigs.

### Cykel
- 8 november – Sveriges Niklas Axelsson har testats positivt på världsmästerskapen i Lissabon tre veckor tidigare, och erkänner inför GP att han tagit EPO.[2]

- Óscar Freire,  Spanien vinner landsvägsloppet i VM.
- Gilberto Simoni, Italien vinner Giro d'Italia
- Lance Armstrong, USA vinner Tour de France för tredje året i rad
- Angel Luis Casero, Spanien vinner Vuelta a España

### Drakbåtspaddling

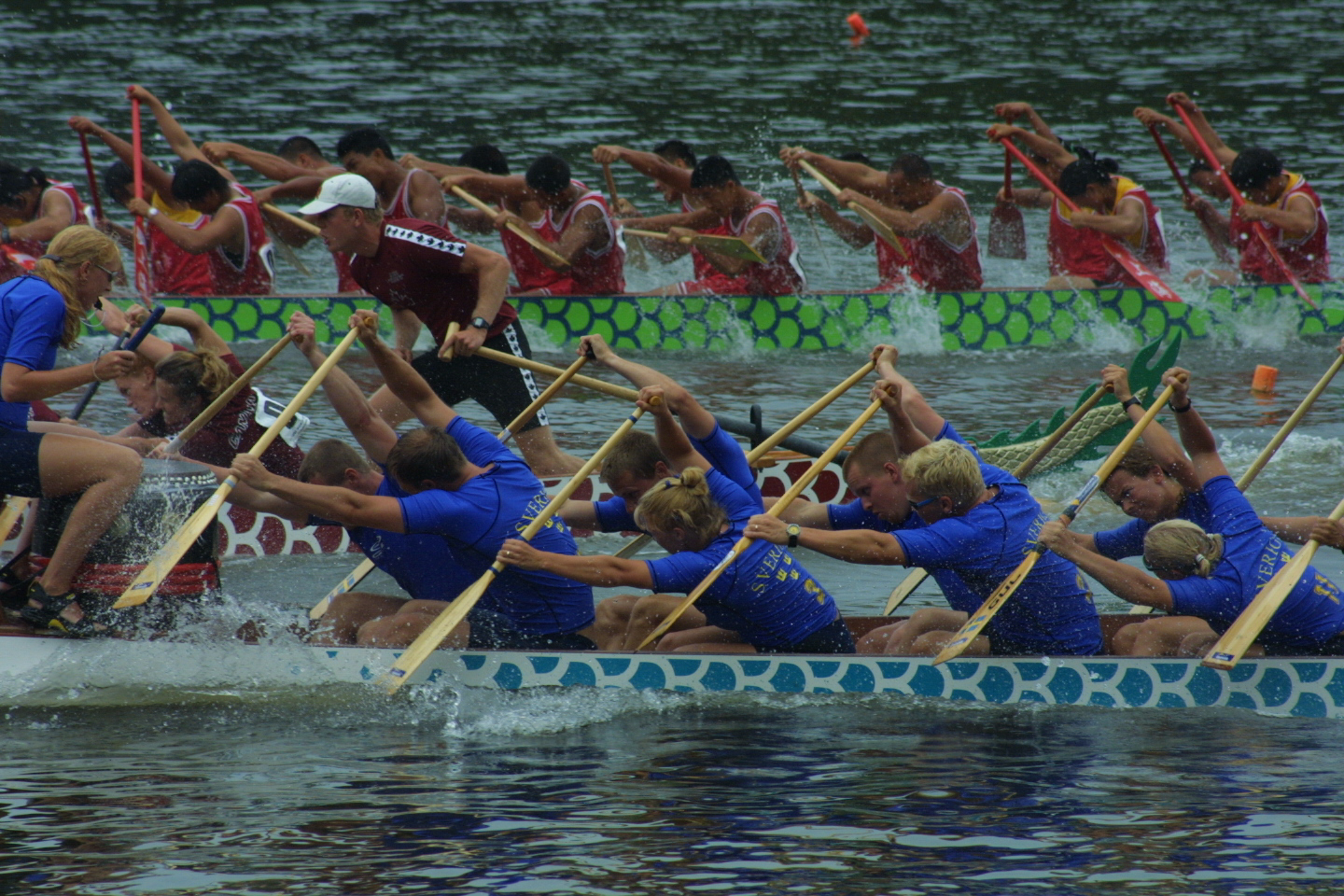
20manna mixed på drakbåts-VM 2001, Sverige närmast i bild.

- Den 2-5 augusti gick drakbåts-VM för landslag 2001 i Philadelphia i USA.

### Fotboll
- 9 januari - Svenske tränaren Sven-Göran Eriksson tar farväl av italienska SS Lazio på Roms Olympiastadion, för att i stället träna engelska landslaget.[1]
- 12 maj - Liverpool FC vinner FA-cupfinalen mot Arsenal FC med 2-1 på Millennium Stadium i Cardiff.[15]
- 16 maj - Liverpool FC vinner UEFA-cupen genom att besegra CD Alavés med 5–4 efter straffsparksläggning i finalen på Westfalenstadion i Dortmund.[16]
- 25 maj - IF Elfsborg vinner Svenska cupen för herrar genom att i Jönköping finalslå AIK med 9-8 på straffar efter 1-1 i ordinarie speltid och förlängning.[17][18]
- 23 maj - FC Bayern München vinner UEFA Champions League genom att besegra Valencia CF med 5–4 efter straffsparksläggning i finalen på Stadio Giuseppe Meazza i Milano.[16]
- Juli – Malmö FF säljer Zlatan Ibrahimović  till nederländska AFC Ajax[19] för 82,6 miljoner SEK. Rekord för en svensk klubb och spelare.
- 7 juli – Tyskland vinner Europamästerskapet för damer efter finalvinst mot Sverige med 1-0 i förlängning i Ulm.[20]
- 29 juli – Colombia vinner Copa América genom att vinna finalen mot Mexiko med 1-0 i Bogotá.[21]
- 18 september - Umeå IK vinner Svenska cupen för damer genom att finalslå Djurgårdens IF med 2-1 på Studenternas IP i Uppsala.[22][23][24]
- 7 november – Amerikanska företaget Anschutz får klartecken från Hammarby IF att köpa sig in i klubben för 13 miljoner svenska kronor.[2]
- 9 december - Ronaldo Luís Nazário de Lima från Brasilien, som i november 1999 drabbades av en knäskada, gör sitt första italienska Serie A-mål på två år då hans Inter FC besegrar Brescia Calcio.[2]
- Okänt datum – Michael Owen, England, utses till Årets spelare i Europa.
- Okänt datum – Juan Román Riquelme, Argentina, utses till Årets spelare i Sydamerika.
- Okänt datum – El-Hadji Diouf, Senegal, utses till Årets spelare i Afrika.
- Okänt datum – Fan Zhiyi, Kina, utses till Årets spelare i Asien.
- Okänt datum – Harry Kewell, Australien, utses till Årets spelare i Oceanien.
- Okänt datum – Luís Figo, Portugal, utses till FIFA World Player of the Year.

#### Ligasegrare / resp. lands mästare
- Belgien - RSC Anderlecht
- England - Manchester United FC
- Frankrike - FC Nantes Atlantique
- Italien - AS Roma
- Nederländerna – PSV Eindhoven
- Skottland - Celtic FC
- Portugal – Boavista FC
- Spanien - Real Madrid CF
- Sverige - Hammarby IF (herrar) Umeå IK (damer)
- Tyskland - FC Bayern München

### Friidrott
- 31 december - Tesfaye Jifar, Etiopien vinner herrklassen och Maria Zeferina Baldaia, Brasilien vinner damklassen vid Sylvesterloppet i São Paulo.[25]
- Lee Bong-Ju, Sydkorea vinner herrklassen vid Boston Marathon.[26] medan Catherine Ndereba, Kenya vinner damklassen.[27]
- Vid VM i friidrott 2001 erövrar
  - Christian Olsson silvermedalj i tresteg
  - Kajsa Bergqvist bronsmedalj i höjdhopp.

### Golf
- Tiger Woods vinner sin fjärde major i rad.
- Ryder Cup inställs på grund av attentaten 11 september.

#### Herrar
- Mest vunna prispengar på PGA-touren:  Tiger Woods, USA med 5 687 777$
- Mest vunna prispengar på Champions Tour (Senior-touren): Allen Doyle, USA med 2 553 582$

##### Majorstävlingar
- Masters - Tiger Woods, USA
- US Open - Retief Goosen, Sydafrika
- British Open - David Duval, USA
- PGA Championship - David Toms, USA

#### Damer
- 28 oktober - Annika Sörenstam, Sverige vinner inofficiella matchspelsvärldsmästerskapen i Narita.[2]

- Mest vunna prispengar på LPGA-touren: Annika Sörenstam, Sverige med 2 105 868$ (första kvinna över 2 miljoner amerikanska dollar)[2]

##### Majorstävlingar
- Kraft Nabisco Championship - Annika Sörenstam, Sverige
- US Womens Open - Karrie Webb, Australien
- LPGA Championship - Karrie Webb, Australien
- Weetabix Womens British Open - Se Ri Pak, Sydkorea

### Gymnastik

#### VM

##### Herrar
- - Mångkamp, individuellt
- 1 Jing Feng, Kina
  - Mångkamp, lag
- 1 Vitryssland
  - Fristående
- 1 Jordan Jovtjev, Bulgarien
  - Räck
- 1 Vlasios Maras, Grekland
  - Barr
- 1 Sean Townsend, USA
  - Bygelhäst
- 1 Marius Urzică, Rumänien
  - Ringar
- 1 Jordan Jovtjev, Bulgarien
  - Hopp
- 1 Marian Drăgulescu, Rumänien

##### Damer
- - Mångkamp, individuellt
- 1 Svetlana Chorkina, Ryssland
  - Mångkamp, lag
- 1 Rumänien
  - Fristående
- 1 Andrea Răducan, Rumänien
  - Barr
- 1 Svetlana Chorkina, Ryssland
  - Bom
- 1 Andrea Răducan, Rumänien
  - Hopp
- 1 Svetlana Chorkina, Ryssland

### Handboll
- 4 februari - Frankrike blir herrvärldsmästare genom att finalbesegra Sverige med 28-25 i Paris.[28]
- 16 december - Ryssland blir damvärldsmästare genom att finalbesegra Norge med 30-25 i Merano.[29]
- Redbergslids IK blir svenska mästare för herrar.

### Innebandy
- 20 april - Haninge IBK blir svenska mästare för herrar genom att besegra Warbergs IC 85 med 3–1 i matcher i finalserien.[30]
- 21 april - Balrog IK blir svenska mästare för damer genom att besegra IBF Falun med 2–0 i matcher i finalserien.[30]
- 27 maj - Finland blir damvärldsmästare genom att finalbesegra Sverige med 2-0 i Riga. Norge tar brons.[31][30]

### Ishockey
- 5 januari - Tjeckien vinner juniorvärldsmästerskapet i Moskva och Podolsk genom att finalslå Finland med 2-1.[32]
- 8 april - Kanada vinner världsmästerskapet för damer genom att i finalen besegra USA. Ryssland belägger tredje platsen.[33]
- 13 april - Djurgårdens IF blir svenska herrmästare efter slutspelsvinst över Färjestad BK med 3 matcher mot 2.[34]
- 10 maj - IIHF utökas Bosnien och Hercegovina[35] och Förenade Arabemiraten inträder.[36]
- 13 maj - Tjeckien blir herrvärldsmästare genom att i finalen besegra Finland. Sverige belägger tredje platsen.[37]
- 9 juni - Stanley Cup vinns av Colorado Avalanche som besegrar New Jersey Devils med 4 matcher mot 3 i slutspelet.[38]
- 2 oktober - IIHF utökas då Liechtenstein inträder.[39]
- 4 oktober - IIHF utökas då Makedonien inträder.[40]

### Konståkning

#### VM
- Herrar – Jevgenij Plusjenko, Ryssland
- Damer – Michelle Kwan, USA
- Paråkning – Jamie Salé & David Pelletier, Kanada
- Isdans – Barbara Fusar-Poli & Maurizio Margaglio, Italien

#### EM
- Herrar – Jevgenij Plusjenko, Ryssland
- Damer – Irina Slutskaja, Ryssland
- Paråkning – Jelena Berezjnaja  & Anton Sicharulidze, Ryssland
- Isdans – Barbara Fusar-Poli & Maurizio Margaglio, Italien

### Motorsport

#### Enduro
- Anders Eriksson, Sverige blir världsmästare i 500cc-klassen, fyrtakt på en Husqvarna.

#### Formel 1
- 14 oktober - Världsmästare blir Michael Schumacher, Tyskland då han vinner avslutande Japans Grand Prix.[2]

#### Rally
- 25 november - Richard Burns, Storbritannien vinner rally-VM.

#### Speedway
- 29 september -  Tony Rickardsson, Sverige blir världsmästare.

#### Sportvagnsracing
- 16-17 juni - Frank Biela, Tom Kristensen och Emanuele Pirro vinner Le Mans 24-timmars med en Audi R8.

### Orientering
- 26 juli-4 augusti - Världsmästerskapen avgörs i Tammerfors.[41]

### Simning
- 14-16 december - Europamästerskapen i kortbanesimning avgörs i Antwerpen.[2]
  - Vid VM i simning på lång bana uppnås följande svenska resultat:

#### Herrar
- 50 m fjärilsim – 2. Lars Frölander
- 100 m frisim – 3. Lars Frölander
- 100 m fjärilsim – 1. Lars Frölander

#### Damer
- 50 m frisim – 2. Therese Alshammar
- 50 m fjärilsim
  - 2. Therese Alshammar
  - 3. Anna-Karin Kammerling

- - Vid EM i simning på kort bana uppnås följande svenska resultat:

#### Herrar
- 50 m frisim – 1. Stefan Nystrand
- 100 m frisim – 1. Stefan Nystrand
- 50 m fjärilsim – 1. Lars Frölander
- 100 m fjärilsim – 2. Lars Frölander
- Lagkapp 4 x 50 m frisim – 3. Sverige (Erik Dorch, Stefan Nystrand, Lars Frölander och Jonas Tilly)
- Lagkapp 4 x 50 m medley – 3. Sverige (Jens Pettersson, Patrik Isaksson, Lars Frölander och Stefan Nystrand)

#### Damer
- 50 m frisim
  - 2. Therese Alshammar
  - 3. Johanna Sjöberg
- 100 m frisim - 3. Johanna Sjöberg
- 50 m bröstsim – 1. Emma Igelström
- 200 m bröstsim – 3. Emma Igelström
- 50 m fjärilsim
  - 1. Therese Alshammar
  - 2. Anna-Karin Kammerling
- 100 m fjärilsim
  - 2. Johanna Sjöberg
  - 3. Anna-Karin Kammerling
- Lagkapp 4 x 50 m frisim – 1. Sverige  (Cathrine Carlsson, Johanna Sjöberg, Therese Alshammar och Anna-Karin Kammerling)
- Lagkapp 4 x 50 m medley – 1. Sverige  (Therese Alshammar, Emma Igelström, Anna-Karin Kammerling och Johanna Sjöberg)

### Skidor, alpint

#### Herrar

##### Världscupen
- Totalsegrare: Hermann Maier, Österrike
- Slalom: Benjamin Raich, Österrike
- Storslalom: Hermann Maier, Österrike
- Super G: Hermann Maier, Österrike
- Störtlopp: Hermann Maier, Österrike
- Kombination: Lasse Kjus, Norge

##### VM
- - Slalom
- 1 Mario Matt, Österrike
- 2 Benjamin Raich, Österrike
- 3 Mitja Kunc, Slovenien
  - Storslalom
- 1 Michael von Grünigen, Schweiz
- 2 Kjetil André Aamodt, Norge
- 3 Frédéric Covili, Frankrike
  - Super G
- 1 Daron Rahlves, USA
- 1 Stephan Eberharter, Österrike
- 3 Hermann Maier, Österrike
  - Störtlopp
- 1 Hannes Trinkl, Österrike
- 2 Hermann Maier, Österrike
- 3 Florian Eckert, Tyskland
  - Kombination
- 1 Kjetil André Aamodt, Norge
- 2 Mario Matt, Österrike
- 3 Paul Accola, Schweiz

##### SM
- - Slalom vinns av Martin Hansson, Stöten SLK. Lagtävlingen vinns av IFK Borlänge.
  - Storslalom vinns av Anders Holmström, Tärna IK Fjällvinden. Lagtävlingen vinns av Dorotea IF.
  - Super G vinns av Anders Nilsson, Tärna IK Fjällvinden. Lagtävlingen vinns av Åre SLK.
  - Störtlopp vinns av Tobias Hellman, Åre SLK. Lagtävlingen vinns av Åre SLK.
  - Kombination vinns av Alexander Feinestam, Umeå-Holmsund SK .

#### Damer

##### Världscupen
- Totalsegrare: Janica Kostelić, Kroatien
- Slalom: Janica Kostelić, Kroatien
- Storslalom: Sonja Nef, Schweiz
- Super G: Régine Cavagnoud, Frankrike
- Störtlopp: Isolde Kostner, Italien
- Kombination: Janica Kostelić, Kroatien

##### VM
- - Slalom
- 1 Anja Pärson, Sverige
- 2 Christel Pascal, Frankrike
- 3 Hedda Berntsen, Norge
  - Storslalom
- 1 Sonja Nef, Schweiz
- 2 Karen Putzer, Italien
- 3 Anja Pärson, Sverige
  - Super G
- 1 Régine Cavagnoud, Frankrike
- 2 Isolde Kostner, Italien
- 3 Hilde Gerg, Tyskland
  - Störtlopp
- 1 Michaela Dorfmeister, Österrike
- 2 Renate Götschl, Österrike
- 3 Selina Heregger, Österrike
  - Kombination
- 1 Martina Ertl, Tyskland
- 2 Christine Sponring, Österrike
- 3 Karen Putzer, Italien

##### SM
- - Slalom vinns av Susanne Ekman, Saltsjöbadens SLK. Lagtävlingen vinns av Saltsjöbadens SLK
  - Storslalom vinns av Janette Hargin, Huddinge SK. Lagtävlingen vinns av Huddinge SK.
  - Super G vinns av Nike Bent, Funäsdalens SLK. Lagtävlingen vinns av Huddinge SK.
  - Störtlopp vinns av Anja Pärson, Tärna IK Fjällvinden. Lagtävlingen vinns av Tärna IK Fjällvinden.
  - Kombination vinns av Anja Pärson, Tärna IK Fjällvinden.

### Skidor, nordiska grenar
- 4 mars - Henrik Eriksson, IFK Mora vinner herrklassen medan Ulrica Persson, SK Bore vinner damklassen då Vasaloppet avgörs.[42]
- 4 december - Per Elofsson tilldelas Svenska Dagbladets guldmedalj.[2]

#### Herrar

##### Världscupen
- 1 Per Elofsson, Sverige
- 2 Johann Mühlegg, Spanien
- 3 Thomas Alsgaard, Norge

###### Sprint
- 1 Jan Jakob Verdenius, Norge
- 2 Cristian Zorzi, Italien
- 3 Tor Arne Hetland, Norge

##### VM
- - 1 km sprint
- 1 Tor Arne Hetland, Norge
- 2 Cristian Zorzi, Italien
- 3 Haavard Solbakken, Norge
  - 15 km klassisk stil
- 1 Per Elofsson, Sverige
- 2 Mathias Fredriksson, Sverige
- 3 Odd-Björn Hjelmeset, Norge
  - 20 km, jaktstart (10 km klassisk + 10 km fri stil)
- 1 Per Elofsson, Sverige
- 2 Johann Mühlegg, Spanien
- 3 Vitalij Denisov, Ryssland
  - 30 km klassisk stil
- 1 Andrus Veerpalu, Estland
- 2 Frode Estil, Norge
- 3 Michail Ivanov, Ryssland
  - 50 km fri stil
- 1 Johann Mühlegg, Spanien
- 2 René Sommerfeldt, Tyskland
- 3 Sergej Krjanin, Ryssland
  - Stafett 4 x 10 km
- 1 Norge (Frode Estil, Odd-Björn Hjelmeset, Thomas Alsgaard & Tor Arne Hetland)
- 2 Sverige (Urban Lindgren, Mathias Fredriksson, Magnus Ingesson & Per Elofsson)
- 3 Tyskland (Jens Filbrich, Andreas Schlütter, Ron Spanuth & René Sommerfeldt)
  - Nordisk kombination sprint, individuellt (Backe K116 + 7,5 km fri stil)
- 1 Marko Baacke, Tyskland
- 2 Samppa Lajunen, Finland
- 3 Ronny Ackermann, Tyskland
  - Nordisk kombination, individuellt (Backe K90 + 15 km fri stil)
- 1 Bjarte Engen Vik, Norge
- 2 Samppa Lajunen, Finland
- 3 Felix Gottwald, Österrike
  - Nordisk kombination, lag (Backe K120 + 4 x 5 km fri stil)
- 1 Norge (Kenneth Bråten, Sverre Rotevatn, Bjarte Engen Vik & Kristian Hammer)
- 2 Österrike (Christoph Eugen, Mario Stecher, David Kreiner & Felix Gottwald)
- 3 Finland (Jari Mantila, Hannu Manninen, Jaakko Tallus & Samppa Lajunen )
  - Backhoppning, individuellt K90.
- 1 Adam Małysz, Polen
- 2 Martin Schmitt, Tyskland
- 3 Martin Höllwarth, Österrike
  - Backhoppning, individuellt K120.
- 1 Martin Schmitt, Tyskland
- 2 Adam Małysz, Polen
- 3 Janne Ahonen, Finland
  - Backhoppning, lag K90.
- 1 Österrike (Wolfgang Loitzl, Andreas Goldberger, Stefan Horngacher & Martin Höllwarth)
- 2 Finland (Matti Hautamäki, Risto Jussilainen, Ville Kantte & Janne Ahonen)
- 3 Tyskland (Sven Hannawald, Michael Uhrmann, Alexander Herr & Martin Schmitt)
  - Backhoppning, lag K120.
- 1 Tyskland (Sven Hannawald, Michael Uhrmann, Alexander Herr & Martin Schmitt)
- 2 Finland (Jani Soininen, Risto Jussilainen, Ville Kantte & Janne Ahonen)
- 3 Österrike (Wolfgang Loitzl, Andreas Goldberger, Stefan Horngacher & Martin Höllwarth)

##### Övrigt
- Sixten Jernbergpriset tilldelas Morgan Göransson, Åsarna IK.

##### SM
- 15 km (F) vinns av Per Elofsson, IFK Umeå. Lagtävlingen vinns av IFK Umeå.
- 30 km (F) vinns av Mathias Fredriksson, Häggenås SK. Lagtävlingen vinns av Häggenås SK.
- 50 km (K) vinns av Mathias Fredriksson, Häggenås SK. Lagtävlingen vinns av Häggenås SK.
- Jaktstart (15 km F + 10 km K) vinns av Per Elofsson, IFK Umeå. Lagtävlingen vinns av IFK Umeå.
- Stafett 3 x 10 km (K) vinns av IFK Umeå med laget  Anders Högberg, Jörgen Brink och Per Elofsson .
- Sprint (K) vinns av Mathias Danielsson, Årsunda IF.

#### Damer

##### Världscupen
- 1 Julia Tjepalova, Ryssland
- 1 Bente Skari (Martinsen), Norge
- 3 Larissa Lazutina, Ryssland

###### Sprint
- 1 Bente Skari (Martinsen), Norge
- 2 Pirjo Manninen, Finland
- 3 Manuela Henkel, Tyskland

##### VM
- - 1 km sprint
- 1 Pirjo Manninen, Finland
- 2 Kati Sundqvist, Finland
- 3 Julia Tjepalova, Ryssland
  - 10 km jaktstart (5 km klassisk stil + 5 km fri stil)
- 1 Virpi Kuitunen, Finland
- 2 Larissa Lazutina, Ryssland
- 3 Olga Danilova, Ryssland
  - 10 km klassisk stil
- 1 Bente Skari (Martinsen), Norge
- 2 Olga Danilova, Ryssland
- 3 Larissa Lazutina, Ryssland
  - 15 km klassisk stil
- 1 Bente Skari (Martinsen), Norge
- 2 Olga Danilova, Ryssland
- 3 Kajsa Varis, Finland
  - Stafett 4 x 5 km
- 1 Ryssland (Olga Danilova, Larissa Lazutina, Julia Tjepalova och Nina Gavriljuk)
- 2 Norge (Anita Moen, Bente Skari (Martinsen), Elin Nilsen  & Hilde G Pedersen)
- 3 Italien (Gabriella Paruzzi, Sabina Valbusa, Stefania Belmondo & Cristina Paluselli)

##### SM
- 5 km (F) vinns av Jenny Olsson, Åsarna IK. Lagtävlingen vinns av Åsarna IK.
- 15 km (F) vinns av Jenny Olsson, Åsarna IK. Lagtävlingen vinns av Åsarna IK.
- 30 km (K) vinns av Antonina Ordina, Brunflo IK.  Lagtävlingen vinns av Åsarna IK.
- Jaktstart (5 km F + 10 km K) vinns av Lina Andersson, Malmbergets AIF. Lagtävlingen vinns av Åsarna IK.
- Stafett 3 x 5 km (K) vinns av Åsarna IK med laget  Anna Dahlberg, Jenny Olsson och Mariana Handler .
- Sprint (K) vinns av Lina Andersson, Malmbergets AIF.

### Skidskytte

#### Herrar

##### VM
- Sprint 10 km
  - 1 Pavel Rostovtsev, Ryssland
  - 2 René Cattarinussi, Italien
  - 3 Halvard Hanevold, Norge
- Jaktstart 12,5 km
  - 1 Pavel Rostovtsev, Ryssland
  - 2 Rafaël Poirée, Frankrike
  - 3 Sven Fischer, Tyskland
- Masstart 15 km
  - 1 Rafaël Poirée, Frankrike
  - 2 Ole Einar Bjørndalen, Norge
  - 3 Sven Fischer, Tyskland
- Distans 20 km
  - 1 Paavo Puurunen, Finland
  - 2 Vadim Sasjurin, Vitryssland
  - 3 Ilmărs Bricis, Lettland
- Stafett 4 x 7,5 km
  - 1 Frankrike – Gilles Marguet, Vincent Defrasne, Julien Robert & Rafaël Poirée
  - 2 Vitryssland – Aleksej Ajdarov, Aleksandr Syman, Oleg Rysjenkov & Vadim Sasjurin
  - 3 Norge – Egil Gjelland, Frode Andresen, Halvard Hanevold & Ole Einar Bjørndalen

##### Världscupen
- 1 Rafaël Poirée, Frankrike
- 2 Ole Einar Bjørndalen, Norge
- 3 Frode Andresen, Norge

#### Damer

##### VM
- Sprint 7,5 km
  - 1 Kati Wilhelm, Tyskland
  - 2 Uschi Disl, Tyskland
  - 3 Liv Grete Poirée, Norge
- Jaktstart 10 km
  - 1 Liv Grete Poirée, Norge
  - 2 Corinne Niogret, Frankrike
  - 3 Magdalena Forsberg, Sverige
- Masstart 12,5 km
  - 1 Magdalena Forsberg, Sverige
  - 2 Martina Glagow, Tyskland
  - 3 Liv Grete Poirée, Norge
- Distans 15 km
  - 1 Magdalena Forsberg, Sverige
  - 2 Liv Grete Poirée, Norge
  - 3 Olena Zubrilova, Ukraina
- Stafett 4 x 7,5 km
  - 1 Ryssland – Olga Pyljova, Anna Bogali, Galina Koukleva & Svetlana Isjmouratova
  - 2 Tyskland – Uschi Disl, Katrin Apel, Andrea Henkel & Kati Wilhelm
  - 3 Ukraina – Olena Zubrilova, Olena Petrova, Nina Lemesj & Tatjana Vodopjanova

##### Världscupen
- - 1 Magdalena Forsberg, Sverige
  - 2 Liv Grete Poirée, Norge
  - 3 Olena Zubrilova, Ukraina

### Tennis

#### Herrar
- 2 december - Davis Cup: Frankrike finalbesegrar Australien med 3-2 i Melbourne.[43]

##### Tennisens Grand Slam
- Australiska öppna - Andre Agassi, USA
- Franska öppna - Gustavo Kuerten, Brasilien
- Wimbledon - Goran Ivanišević, Kroatien
- US Open - Lleyton Hewitt, Australien

#### Damer

##### Tennisens Grand Slam
- Australiska öppna - Jennifer Capriati, USA
- Franska öppna - Jennifer Capriati, USA
- Wimbledon - Venus Williams, USA
- US Open - Venus Williams, USA
- 11 november - Ryssland vinner Fed Cup genom att finalbesegra Spanien med 2-1 i Madrid.[44]

### Volleyboll
- 12 september - Jugoslavien vinner herrarnas Europamästerskap genom att finalslå Italien med 3-0 i Ostrava.[45]
- 30 september - Ryssland vinner damernas Europamästerskap genom att finalslå Italien med 3-2 i Varna.[46]

## Evenemang
- VM i bordtennis anordnas i Chiba, Japan
- VM på cykel anordnas i Lissabon, Portugal
- VM i curling anordnas i Lausanne, Schweiz
- VM i friidrott anordnas i Edmonton, Kanada
- VM i handboll för herrar anordnas i 10 städer i  Frankrike
- VM i handboll för damer anordnas i Italien
- VM i innebandy för damer anordnas i  Lettland
- VM i ishockey för herrar anordnas i Köln, Nürnberg och Hannover,  Tyskland
- VM i ishockey för damer anordnas i Minneapolis, USA
- VM i konståkning anordnas i Vancouver, Kanada
- VM i simning på lång bana anordnas i Fukuoka, Japan
- VM i skidor, alpina grenar, anordnas i St Anton, Österrike
- VM i skidor, nordiska grenar, anordnas i Lahtis, Finland
- VM i skidskytte anordnas i Pokljuka, Slovenien
- EM i konståkning anordnas i Bratislava, Slovakien
- EM i simning på kort bana anordnas i Antwerpen, Belgien

## Födda
- 30 januari – Curtis Jones, engelsk fotbollsspelare.
- 16 augusti – Jannik Sinner, italiensk tennisspelare.
- 19 september – Jaroslava Mahutjich, ukrainsk friidrottare.

## Avlidna
- 12 januari – Adhemar Ferreira da Silva, 73, brasiliansk friidrottare.
- 20 januari – Håkan Wallner, 61, svensk travtränare och travkusk.
- 31 mars – David Rocastle, 33, engelsk fotbollsspelare.
- 25 april – Michele Alboreto, 44, italiensk racerförare.
- 12 maj – Didi, 72, brasiliansk fotbollsspelare.
- 26 maj – Vittorio Brambilla, 63, italiensk racerförare.
- 2 juni – Joey Maxim, 79, amerikansk boxare.
- 25 augusti – Ken Tyrrell, 77, brittisk formel 1-chef.
- 13 september – Jaroslav Drobný, 79, tjeckoslovakisk ishockey- och tennisspelare.
- 22 oktober – Bertie Mee, 82, engelsk fotbollstränare.
- 31 oktober – Régine Cavagnoud, 31, fransk alpin skidåkare.[2]
- 5 december – Peter Blake, 53, nyzeeländsk seglare, America's Cup-vinnare 1995 och år 2000 (mördad av flodpirater på Amazonfloden).[2]
- 18 december – Kira Ivanova, 38, tidigare sovjetisk konståkerska, olympisk bronsmedaljör 1984 (hittad mördad 21 december hemma i Moskva).[2]
- 27 december – Nils Bergström, 80, svensk bandyspelare.

### Fotnoter
1. 1 2   När Var Hur 2002. DN
2. 1 2 3 4 5 6 7 8 9 10 11 12 13 14 15 16 17 18   När Var Hur 2003. DN
3. ↑  Erik Jonsson (17 mars 2001). ”2000–2009”. Svenska Bandyförbundet. https://www.svenskbandy.se/BANDYFINALEN/HISTORIK/Svenskamastare/Damer/2000-2009/. Läst 18 mars 2020.
4. ↑  ”Damernas elitserie och slutspel 00/01”. Jimbo Bandy. Arkiverad från originalet den 24 maj 2012. https://archive.is/20120524220955/http://www.jimbobandy.nu/0001/damallsvenskan.html. Läst 20 augusti 2011.
5. ↑  Erik Jonsson (18 mars 2001). ”2000–2009”. Svenska Bandyförbundet. https://www.svenskbandy.se/BANDYFINALEN/HISTORIK/Svenskamastare/Herrar/2000-2009/. Läst 18 mars 2020.
6. ↑  ”Västerås Sportklubbs SM-finaler i bandy”. VSK Forum. http://www.vskforum.com/vsk.nu/SM-finallag.html. Läst 21 juli 2011.
7. ↑  ”World Championship 2000/01” (på engelska). Bandysidan. http://www.bandysidan.nu/event.php?EVID=7. Läst 20 augusti 2011.
8. ↑  ”Bandy World Cup”. http://www.bandysidan.nu/event.php?EVID=31. Läst 20 augusti 2011.
9. ↑  ”Europacupen 2001/02”. Bandysidan. http://www.bandysidan.nu/event.php?EVID=48. Läst 20 augusti 2011.
10. ↑  ”Olympic”. Federation of International Bandy. Arkiverad från originalet den 3 oktober 2009. https://web.archive.org/web/20091003055143/http://www.internationalbandy.com/viewNavMenu.do?menuID=4. Läst 2 september 2011.
11. ↑  ”2001 World Series” (på engelska). Baseball-Reference.com. http://www.baseball-reference.com/postseason/2001_WS.shtml. Läst 25 juni 2015.
12. ↑  ”Basketball Reference”. http://www.basketball-reference.com/leagues/NBA_2001_games.html. Läst 25 augusti 2011.
13. ↑  ”Sport Statistics”. Arkiverad från originalet den 18 juni 2011. https://web.archive.org/web/20110618003635/http://www.todor66.com/basketball/Europe/Men_2001.html. Läst 24 augusti 2011.
14. ↑  ”Sport Statistics”. Arkiverad från originalet den 20 september 2015. https://web.archive.org/web/20150920053326/http://todor66.com/basketball/Europe/Women_2001.html. Läst 24 augusti 2011.
15. ↑  ”England FA Challenge Cup 2000-2001” (på engelska). RSSSF. http://www.rsssf.com/tablese/engcup01.html. Läst 19 augusti 2012.
16. 1 2  ”UEFA European Competitions 2000-01” (på engelska). RSSSF. http://www.rsssf.com/ec/ec200001.html. Läst 16 augusti 2011.
17. ↑  ”Sweden Cup 2000/01” (på engelska). RSSSF. http://www.rsssf.com/tablesz/zwedcup01.html. Läst 16 augusti 2011.
18. ↑  Jimmy Lindahl (20 maj 2005). ”Svenska cupen – finalmatcher”. Bolletinen. http://www.bolletinen.se/sfs/pdf/stat_h_allsvens_1941_2005_stat_herr_cupen_finalmatcher.pdf. Läst 21 augusti 2012.
19. ↑  Mikael Kulle, Martin Hedberg. ”Zlatan Ibrahimović” (på svenska). Sveriges Radio. https://sverigesradio.se/sida/artikel.aspx?programid=179&artikel=6431565.
20. ↑  ”European Women Championship 2001” (på engelska). RSSSF. http://www.rsssf.com/tablese/eur-women01.html. Läst 16 augusti 2011.
21. ↑  ”Copa América 2001”. http://www.rsssf.com/tables/2001safull.html. Läst 16 augusti 2011.
22. ↑  Jimmy Lindahl (20 maj 2005). ”Svenska cupen för damer”. Bolletinen. http://www.bolletinen.se/sfs/pdf/stat_d_lanslag_19981_2005_sv_cup_damer.pdf. Läst 21 augusti 2012.
23. ↑  ”Sweden (Women) 2001”. RSSSF. http://www.rsssf.com/tablesz/zwed-wom01.html. Läst 23 mars 2020.
24. ↑  ”Svenska cupen damer 2001”. Svenska Fotbollförbundet. Arkiverad från originalet den 23 mars 2020. https://web.archive.org/web/20200323135111/https://www2.svenskfotboll.se/cuper-och-serier/svenska-cupen-damer/resultat-tidigare-ar/2001/. Läst 23 mars 2020.
25. ↑  ”2000” (på portugisiska). Sylvesterloppet. Arkiverad från originalet den 1 mars 2014. https://web.archive.org/web/20140301034122/http://www.saosilvestre.com.br/2000. Läst 19 augusti 2012.
26. ↑  ”Boston Marathon”. Arkiverad från originalet den 27 april 2015. https://web.archive.org/web/20150427035419/http://www.baa.org/races/boston-marathon/boston-marathon-history/past-champions/past-mens-open-champions.aspx. Läst 9 april 2011.
27. ↑  ”Boston Marathon”. Arkiverad från originalet den 7 mars 2012. https://web.archive.org/web/20120307073943/http://www.baa.org/races/boston-marathon/boston-marathon-history/past-champions/past-womens-open-champions.aspx. Läst 9 april 2011.
28. ↑  ”Sport Statistics”. Arkiverad från originalet den 24 augusti 2011. https://web.archive.org/web/20110824145549/http://www.todor66.com/handball/World/Men_2001.html. Läst 23 augusti 2011.
29. ↑  ”Sport Statistics”. Arkiverad från originalet den 24 augusti 2011. https://web.archive.org/web/20110824151346/http://www.todor66.com/handball/World/Women_2001.html. Läst 23 augusti 2011.
30. 1 2 3  ”Datum i innebandyhistorien”. Svenska Innebandyförbundet. Arkiverad från originalet den 15 maj 2021. https://web.archive.org/web/20210515132333/https://epiadmin.innebandy.se/sv/StatistikHistorik/Datum-i-innebandyhistorien/. Läst 22 augusti 2011.
31. ↑  ”Women's 3rd World Championships” (på engelska). International Floorball Federation. Arkiverad från originalet den 13 september 2011. https://web.archive.org/web/20110913160246/http://www.floorball.org/default.asp?sivu=5&alasivu=349&kieli=826. Läst 22 augusti 2011.
32. ↑  ”Championnat du monde 2001 des moins de 20 ans” (på franska). Hockey Archives. 5 januari 2001. Arkiverad från originalet den 7 augusti 2016. https://web.archive.org/web/20160807084128/http://www.hockeyarchives.info/U-20_2001.htm. Läst 9 september 2012.
33. ↑  ”Championnats du Monde féminins 2001” (på franska). Hockey Archives. 8 maj 2001. https://www.hockeyarchives.info/mondefem2001.htm. Läst 15 augusti 2011.
34. ↑  ”Championnat de Suède 2000/01” (på franska). Hockey Archives. 13 april 2001. https://www.hockeyarchives.info/Suede2001.htm. Läst 15 augusti 2011.
35. ↑  ”Bosnia & Herzegovina” (på engelska). International Ice Hockey Federation. 10 maj 2001. https://www.iihf.com/en/associations/330/bosnia-herzegovina. Läst 21 augusti 2011.
36. ↑  ”United Arab Emirates” (på engelska). International Ice Hockey Federation. 10 maj 2001. https://www.iihf.com/en/associations/1375/united-arab-emirates. Läst 21 augusti 2011.
37. ↑  ”Championnats du monde 2001” (på franska). Hockey Archives. 13 maj 2001. https://www.hockeyarchives.info/mondial2001.htm. Läst 15 augusti 2011.
38. ↑  ”NHL 2000/01” (på franska). Hockey Archives. 9 juni 2001. https://www.hockeyarchives.info/NHL2001.htm. Läst 9 september 2012.
39. ↑  ”Liechtenstein” (på engelska). International Ice Hockey Federation. 2 oktober 2001. https://www.iihf.com/en/associations/1343/liechtenstein. Läst 21 augusti 2011.
40. ↑  ”North Macedonia” (på engelska). International Ice Hockey Federation. 4 oktober 2001. https://www.iihf.com/en/associations/343/north-macedonia. Läst 21 augusti 2011.
41. ↑  ”World Orienteering Championships 2001” (på engelska). Arkiverad från originalet den 20 september 2012. https://web.archive.org/web/20120920090111/http://orienteering.org/events/?event_id=33. Läst 20 augusti 2012.
42. ↑  ”Historiska segrare”. Vasaloppet. Arkiverad från originalet den 22 mars 2020. https://web.archive.org/web/20200322121012/https://www.vasaloppet.se/wp-content/uploads/sites/1/2019/09/historiska_segrare_vasaloppet_sve_2019-09-18.pdf. Läst 5 september 2011.
43. ↑  ”Davis Cup”. http://www.daviscup.com/en/results/tie/details.aspx?tieId=100002061. Läst 20 augusti 2011.
44. ↑  ”Fed Cup”. Arkiverad från originalet den 6 oktober 2014. https://web.archive.org/web/20141006075359/http://www.fedcup.com/en/results/tie/details.aspx?tieId=100002531. Läst 21 augusti 2011.
45. ↑  ”Sport Statistics”. http://todor66.com/volleyball/Europe/Men_2001.html. Läst 24 augusti 2011.
46. ↑  ”Sport Statistics”. Arkiverad från originalet den 26 juni 2015. https://web.archive.org/web/20150626173131/http://todor66.com/volleyball/Europe/Women_2001.html. Läst 24 augusti 2011.